# David Bruce (skådespelare)
David Bruce, född 6 januari 1916 i Kankakee, Illinois, död 3 maj 1976 i Hollywood, Kalifornien, var en amerikansk skådespelare. Bruce medverkade bland annat i ett flertal filmer för bolagen Warner Bros. och Universal Pictures på 1940-talet.

## Filmografi (i urval)
- 1940 – Slaghöken
- 1940 – Vägen till Santa Fe
- 1940 – Reuter meddelar
- 1941 – Varg-Larsen
- 1941 – Flykten från ödet
- 1941 – Sergeant York
- 1944 – Att älska så...
- 1944 – Med list och lust
- 1945 – Jag ger mig aldrig!